# Wasmannia villosa
Wasmannia villosa är en myrart som beskrevs av Carlo Emery 1894. Wasmannia villosa ingår i släktet Wasmannia och familjen myror. Inga underarter finns listade i Catalogue of Life.